# Joseph De Nolf
Joseph De Nolf (Roeselare, 13 september 1890 - Roeselare, 28 september 1979) was een Belgisch CVP-politicus. Hij was burgemeester van de stad Roeselare van 1947 tot 1964.

## Biografie
Joseph Maria Julius Hendrik De Nolf was gehuwd met Clementia Deckmyn (1886-1915) en daarna met Maria Delbeke (1887-1957). Hij was beroepshalve actief in enkele lokale textielfabrieken. Voor de Tweede Wereldoorlog richtte hij met zijn schoonbroer Frans Delbeke een gloeilampenfabriek in Engeland op. 
Na de Tweede Wereldoorlog werd hij door de CVP gevraagd om de lijst te trekken bij de gemeenteraadsverkiezingen van 1946 als opvolger van Jan Mahieu Liebaert. Hij werd in maart als burgemeester aangesteld en werd daarmee de laatste niet-ACW-burgemeester van de stad Roeselare. De Nolf stond bekend als een bekwaam man, maar was te weinig politicus om zijn plannen voor de stad gerealiseerd te krijgen. Zo ijverde hij er tevergeefs voor om het station en de spoorweg uit het stadscentrum te krijgen en naar de rand van de stad te verplaatsen. Bij de verkiezingen van 1964 slaagde hij er niet in de NCMV of christelijke middenstanders bij de CVP te houden. De middenstanders wilden de opkomst van het ACW tegengaan en kwamen met een kartellijst op, samen met de PVV en Volksunie. De absolute meerderheid van de CVP werd zo doorbroken. Het ACW onder leiding van Robert De Man legde de schuld bij De Nolf en schoof hem aan de kant. In het nieuwe stadsbestuur was er geen plaats meer voor De Nolf. Hij bleef wel nog raadslid tot de verkiezingen van 1970.
Joseph Denolf was in 1921 medestichter van de Vrije Muziekacademie Adriaen Willaert waarvan hij decennialang voorzitter zou zijn. Hij was ook voorzitter van de sociale bouwmaatschappij 'De Mandel', leenmaatschappij 'De Meiboom' en de intercommunale Inelgas. Hij was actief in tal van middenstandsverenigingen, zoals de Burgers- en Middenstandsbond roeselare, de S.V. Patria, de S.V. Pax. Hij was ook een van de stichters van het Congregatiemuziek, later de Stadsharmonie.
Hij was de vader van Willy De Nolf, advocaat en later uitgever van de 'De Roeselaarse Weekbode'. Het blad werd de basis van de huidige Roularta Media Group, die thans wordt geleid door Josephs kleinzoon Rik De Nolf. In 1997 werd er een straat naar hem genoemd, de Joseph Denolfstraat.